# Tereza Klimešová
Tereza Klimešová (* 1996) je česká modelka a vítězka Elite Model Look Czech Republic 2010.

## Život
Tereza Klimešová pochází z Prahy, kde také studovala španělské gymnázium. Ovládá anglický a španělský jazyk. Její matka Lucie Klimešová pracuje jako asistentka majitele výrobní firmy. Její otec Pavel Klimeš je ředitel firmy obchodující s realitami. Má mladšího bratra Jana. Má koně Ravella, který je i jejím velkým koníčkem.
V roce 2010 se stala českou vítězkou Elite Model Look Czech Republic, poté naši zemi reprezentovala na 27. ročníku světového finále, které se konalo 10. října 2010 v hotelu Gran Melia v čínské Šanghaji, kde se probojovala do TOP 15 z 66 dívek z celého světa.
Nafotila editorialy například pro české časopisy Marie Claire, Elle, Style, italský Flair, Vogue Sposa, singapurský Style, Elle a spoustu dalších. V prosinci roku 2012 se objevila na obálce přílohy marockého L'Officiel. 